# ART-Пікнік Слави Фролової
ART-Пікнік Слави Фролової — щорічний сезонний (літній) масштабний культурно-соціальний фестиваль, реалізований sf-g в Києві на території ВДНГ з 2013 року. Метою проєкту є розвиток та популяризація сучасної української культури та мистецтва. Однією з передумов реалізації проєкту була необхідність у створенні платформи для популяризації робіт митців, яких патронує SF-Group. В рамках фестивалю проходять більше сотні безкоштовних майстер-класів для осіб будь-якого віку.
У 2015 році проєкт змінив локалізацію в Києві та переїхав до Пушкінського парку. Крім того ART-пікніки проходили у Рівному та Одесі.
Сезон 2017 року ART-Пікнік відкриє на початку серпня у Харкові, Фельдман Екопарку та функціонуватиме у форматі вихідного дня.

## Перший сезон (літо 2013 року)
На початку першого сезону до підготовки проєкту було залучено більше 1000 осіб, що представляли різні творчі та спортивні сектори, волонтери, організатори, зірки, художники та кістяк Slava Frolova-Group.

### Куратори секторів (напрямків)
- Текстильно-прикладний сектор — Людмила Матчина[4];
- Мистецький сектор — Марина Шкарупа (павільйон № 4, № 8); Аннет Амеган (павільйон № 10); Алла Тимошенко (художники SF-G);
- Театр — Юлія Суліма[5];
- Ресторани — Сергій Предко;
- Кіно — Каріна Полянська;
- Повітроплавання — Сергій Скалько;
- Спортивний («Розум та тіло») — Інна Бєлоброва;
- Бібліотека: Олександра Лиманюк, Ольга Гембара; читання вголос — Тетяна Гончарова;
- Майстер-класи, зустрічі — Тетяна Чернега;
- Музичний редактор — DJ-Katro Zauber[6]; живий звук — Антон Зволь;
- Технічний директор — Євген Малюга;
- Взаємодія з пресою — Ольга Рафальська[2].

### Напрямки роботи

#### Галереї та виставки
Для експозицій робіт молодих художників використовувались павільйони № 4, 8 и 10. Експозиції оновлювались щомісяця. Серед іншого були представлені виставки «Лабіринт» та «Спадок». Загалом було представлено роботи більше ніж 50 митців. Також у павільйонах проводились заняття з малювання.

#### Вулична бібліотека
Вулична бібліотека працювала за двома напрямками. Було виокремлено частину зеленої зони для читання. Для цього було підвішено кілька гамаків. Книги можна було взяти у кількох палатках, розташованих поруч. Книгу, що сподобалось можна було придбати або обміняти. Другий вектор реалізації даного напрямку — зустрічі з письменниками. За час проєкту на зустріч з читачами прийшли автори: Катерина Бабкіна, Олег Терн, Володимир Чеповий, Євген Бондаренко, Микола Хомич, Вікторія Бессараб, Віталій Чирков. Казки дітям читали Анна Завальська, казкарка Джінні (Євгенія Пірог), Ірина Гаюр, Лана Ра Світлана Конощук. Окрім того під час ART-Пікніку пройшла презентація книги «А на нас упав ананас» письменниці Лесі Мамчич.

#### Фестивалі та майстер-класи
Серед загальних фестивалів можна визначити «Іспанський тиждень» та «Аюрведа», а також фестивалі прикладного мистецтва, української кухні, повітроплавання, кіно. Проходили кулінарні майстер-класи (в тому числі чаювання, вегетаріанська кухня) та заняття з рукоділля (текстильні ляльки, пошив іграшок, батік, роспис тканини, вітряний роспис, прикладна мозаїка, поробки з сіна, декупаж).

#### Розум і тіло
Регулярно на фестивалі проходили заняття спортивних та танцювальних секцій. Заняття з йоги, пілатесу, каланетики, карате та інших видів спорту переважно відбувались вранці та вдень, заняття з танців — вечорами.
Серед видів спорту, які мали змогу спробувати учасники: каланетика (Аліса Зайцева, фіналістка «Танцюють всі-5»), пілатес (Кайсіна), айкідо (Петровичев Юрій, Красовський Аркадій., Усенко Сергій.), окінавське карате (Білоногий Олег), капоейра, кунг фу (Дрімацький Павло), фітнес (Kangoo Jumps від Kangoo Club Kiev); заняття з самооборони: загальна та спеціальна жіноча (Тарасов Дмитро). Участь у фестивалі взяла й одна з відомих спортивних ініціатив Києва — Скакалки Open Air.
Широко представлена на фестивалі йога. Відвідувачі фестивалю мали змогу відвідати заняття з йоги різних напрямків (Махаріші (Влад Прутяну), кундаліні, сахаджа-йога) та тренерів різних шкіл (ВЕ HAPPY, Київська школа йоги, Майстер Свамі Авадхут Імрам Гіриджі, Кайсіна Н., Демчук О.).
Серед танцювальних майстер-класів: модерн, fithess holl (Кайсіна), folk dance аеробіка (Міщенко [Архівовано 9 червня 2016 у Wayback Machine.]), танцювальна імпровізація (Тарасова) та тілесні практики (Цукрова Інесса), індійські танці, східні танці (Tribal belly dance), меренге, самба, афротанці, джайв, сальса, фламенко, бачата, кізомба]
Напрям «розум» представлені психодраматичними майстернями, психологічними тренінгами, а також семінарами (про здоровий спосіб життя, здорове харчування та вегетаріанську кухню, побудову стосунків, жіночі енергії та аналіз сновидінь); лекціями (про стиль і макіяж, історії кіно і графічне мистецтво (офорт, естамп, ліногравюра), створення мультфільмів) та майстер-клас з вокалу, техніки мовлення, риторики, арт-терапії, рекламних технологій, написання сценаріїв та створення інтер'єру.

#### Дитяча зона
Для дітей було облаштовано великий ігровий майданчик. Спершу — біля павільйонів, згодом — у зеленій зоні. Було проведено серію дитячих майстер-класів: уроки малювання та нестандартного малювання (малювання кольоровим піском, малювання овочами, через трафарет), валяння, ліпка з солоного тіста, аплікація, твістінг (песик з кульки), поробки (з пластикового посуду (тарілки, ложки, пляшки), ґудзиків, Kinder яєць, полімерної глини), створення іграшок зі шкарпеток, ниток, соломи, ляльок-мотанок).
Серед активностей для дітей: аквагрим, йога для дітей, ляльковий театр, дитяча театральна студія, ігри з лікарняними клоунами, барабанне коло (Красновська), дискотека з мильними бульбашками, розвиваючі заняття (в тому числі від Вальдорфської школи) та казкотерапія

#### Концерти та вистави (Secret stage)
Широку відомість ART-Пікнік здобув зокрема завдяки досить частим виступам музичних гуртів. спочатку планувалось залучити колективи «Синя вапа», Anebo, Devil Race, a Success, 5 Vymir, Colaars, а також київський театр-студія «Оксюморон» [Архівовано 18 червня 2016 у Wayback Machine.].
Окрім зазначених, виступали: Atomic Simao, Big second, Black maloka, Bonehouse, Chaising Giants, Cherokey!, Dutch Hound, Easymuffin midnight melodies collective, Ekkrii, Elektroklew, Folders, Gorchitza, Headless pigeon, INlove, Landmark, Love & Joy, Люмьєр, M.I.F. (MyImaginaryFriends), MADE, Martiansdoitbetter, Melting Clouds, MISS GROWL, Miles Babes, Mr. Morse, My mamma wanna sleep, Night Dew Call, OTOMARI, Panivalkova Trio, RabbleRouse, Secret Avenue, Singleton, Space Cakes, Straytones, Strikha-project, Switch on the Light, Tape flakes, TGDM, The Crawls, The Sideburns Party, Vivienne Mort, Voida, Basement, Гапочка, Пьюсок. Виконавці Євген Літвінкович, Дмитро Каднай, Юлія Лорд та DJ Noizar. А також Шоу-Балет Freedom-jazz (хореограф Олени Коляденко).
Театральному напрямку були присвячені майстер-клас актора Євгена Худзика (за методикою Еудженіо Барби), Світлани Онопи (акторки київського театру «Оксюморон»), Романа Рабіновича зі Школи Свободи [Архівовано 18 грудня 2014 у Wayback Machine.] (про акторські техніки), а також заняття з акторської майстерності для не-професіоналів. Майстер клас (разом з відкритим тренуванням) проводили й артисти театру «Час Вовків»[недоступне посилання з червня 2019].

#### Кінопокази
Майже щовечора на території мистецького простору відбувались групові кінопокази — переважно в павільйоні.
Окрім щовечірніх кінопоказів ART-Пікнік провів вечір кіно просто неба, а також кінопокази від фестивалю «Wiz-Art» — «best of» та Docudays Ua.

#### Повітряні кулі
Під час фестивалю відбулась серія майстер-класів та семінарів, присвячений повітроплаванню, названі пригодами в країні «Монгольєрія».

## Другий сезон (літо 2014 року)
Урочисте відкриття другого сезону Арт-Пікніку відбулось в суботу, 14 червня 2014 року. Закриття фестивалю тривало три дні — 3-5 жовтня.
Серед інших на фестивалі виступали музичні виконавці: гурт «БЕЗ ОБМЕЖЕНЬ» (Without Limits)[недоступне посилання з червня 2019], гурт The Hypnotunez.

## Третій сезон (літо 2015 року)
Влітку 2015 року ART-Пікнік змінив локацію — усі заходи відбувались у Пушкінському парку. Крім того, формат ART-Пікніку здобув всеукраїнського поширення: sf-g організувала фестивалі не лише у Києві, а й в інших містах — Одесі та Рівному. Популярність бренду «арт-пікнік» спричинила широке його використання поза межами проєктів sf-g, що призвело до обурення у соціальних мережах його ідейного творця Слави Фролови.